# Deutsche Grammophon
Deutsche Grammophon Gesellschaft – wytwórnia płytowa z siedzibą w Berlinie założona przez wynalazcę gramofonu i płyty gramofonowej – Emila Berlinera – oraz jego brata Josepha w grudniu 1898 roku i będąca pierwszą na świecie wytwórnią zajmującą się wyłącznie tłoczeniem płyt. 

## Historia
Struktura własnościowa firmy zmieniała się kilkakrotnie. Przedsiębiorstwo zostało przejęte przez koncern Siemens & Halske w 1941 roku. Po zakończeniu II wojny światowej firma otwiera małą fabrykę płyt w Berlinie. W 1948 roku przedsiębiorstwo zostało podzielone na trzy oddzielne koncerny: Polydor (muzyka popularna), Archiv (muzyka dawna) i Deutsche Grammophon (muzyka klasyczna). Deutsche Grammophon sprzedała logo His Master's Voice z psem Nipperem słuchającym gramofonu firmie Electrola (niemiecki oddział EMI) i zaczęła korzystać ze znaku przedstawiającego koronę z tulipanów, którą zaprojektował Hans Domizlaff w 1949 roku. Rozmieszczenie tulipanów na etykietach płyt gramofonowych wywoływało efekt stroboskopowy przy prawidłowo ustawionym gramofonie. W 1957 roku bukiet tulipanów z logo umieszczono w kartuszu. Główna fabryka znajdowała się w Hanowerze, lecz firma przeniosła swoją siedzibę do Hamburga w 1956 roku. W 1962 roku firmy Siemens i Philips utworzyły konsorcjum Deutsche Grammophon Gesellschaft/Philips Phonographic Industry. W 1971 roku w ramach restrukturyzacji utworzono PolyGram z siedzibą w Baarn w Holandii i w Hamburgu, który przejął firmę Decca Records w 1980 roku. Polygram został kupiony przez kanadyjską korporację Seagram i połączony z jej marką Universal, tworząc korporację Universal Music Group. Jej siedziba znajduje się przy Stralauer Allee1 w Berlinie. Z okazji 120. rocznicy założenia firmy stworzono nowe logo w postaci serii żółtych pionowych pasów. 

## Galeria

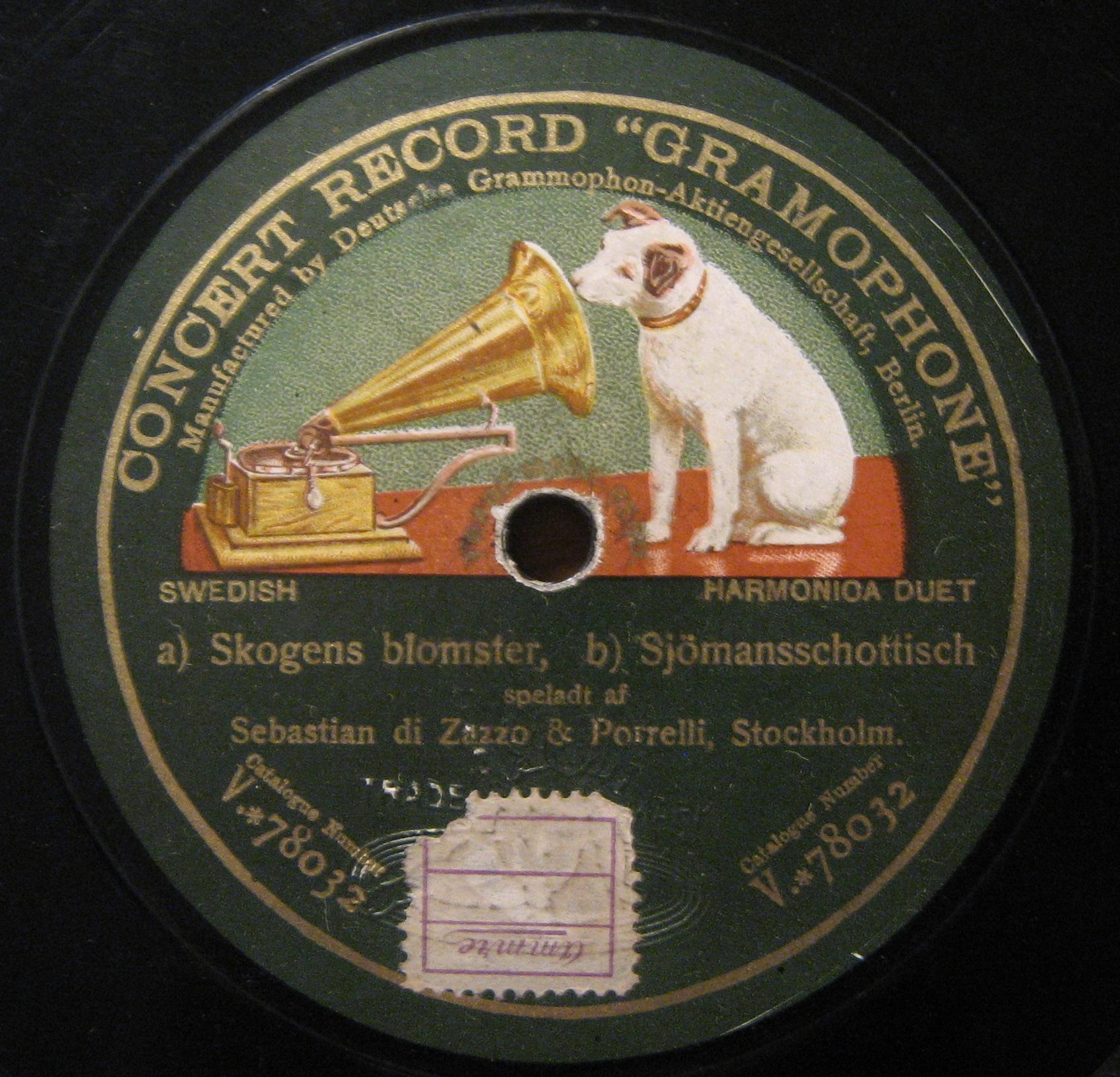
Etykieta z psem Nipperem
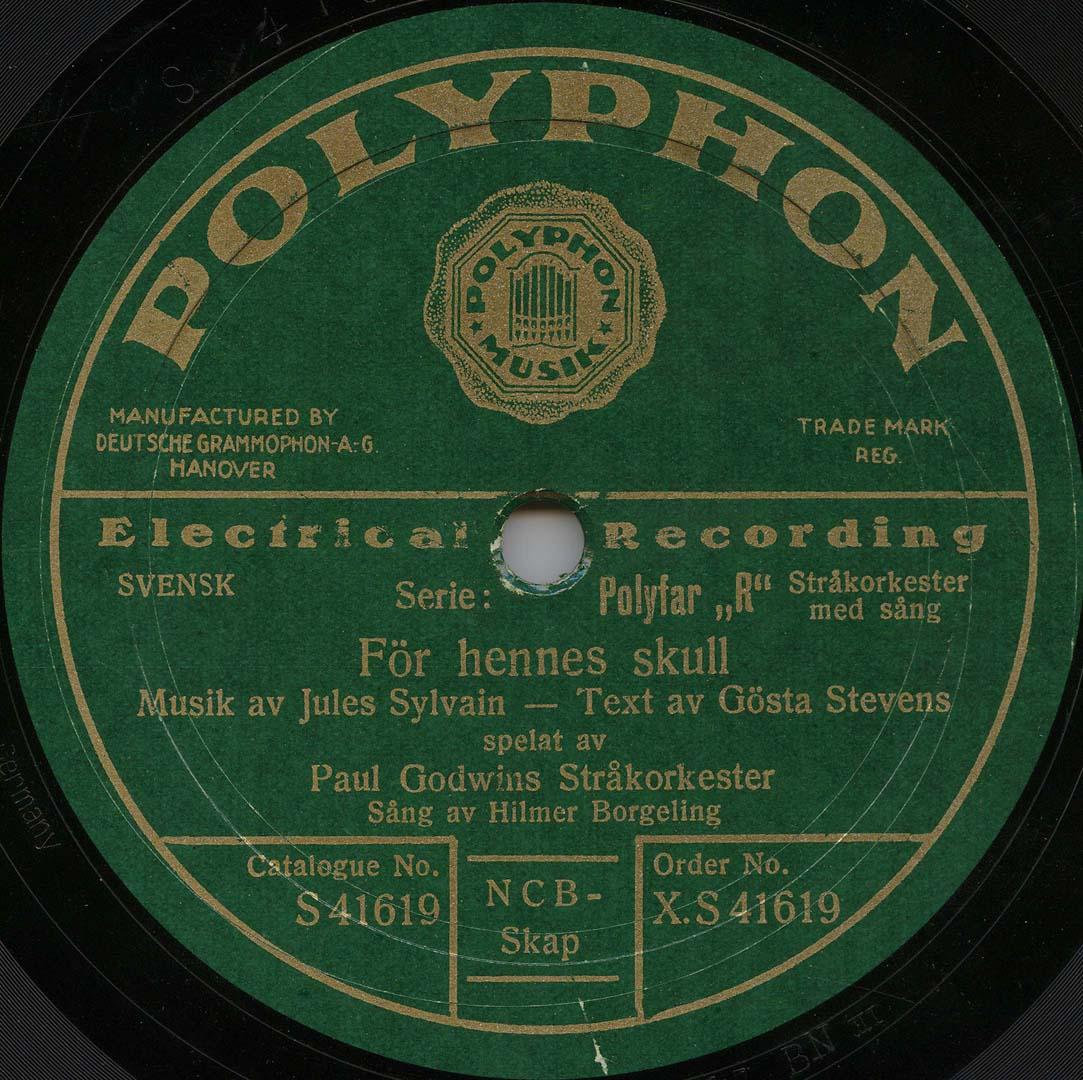
Etykieta płyty wydanej pod marką Polyphon
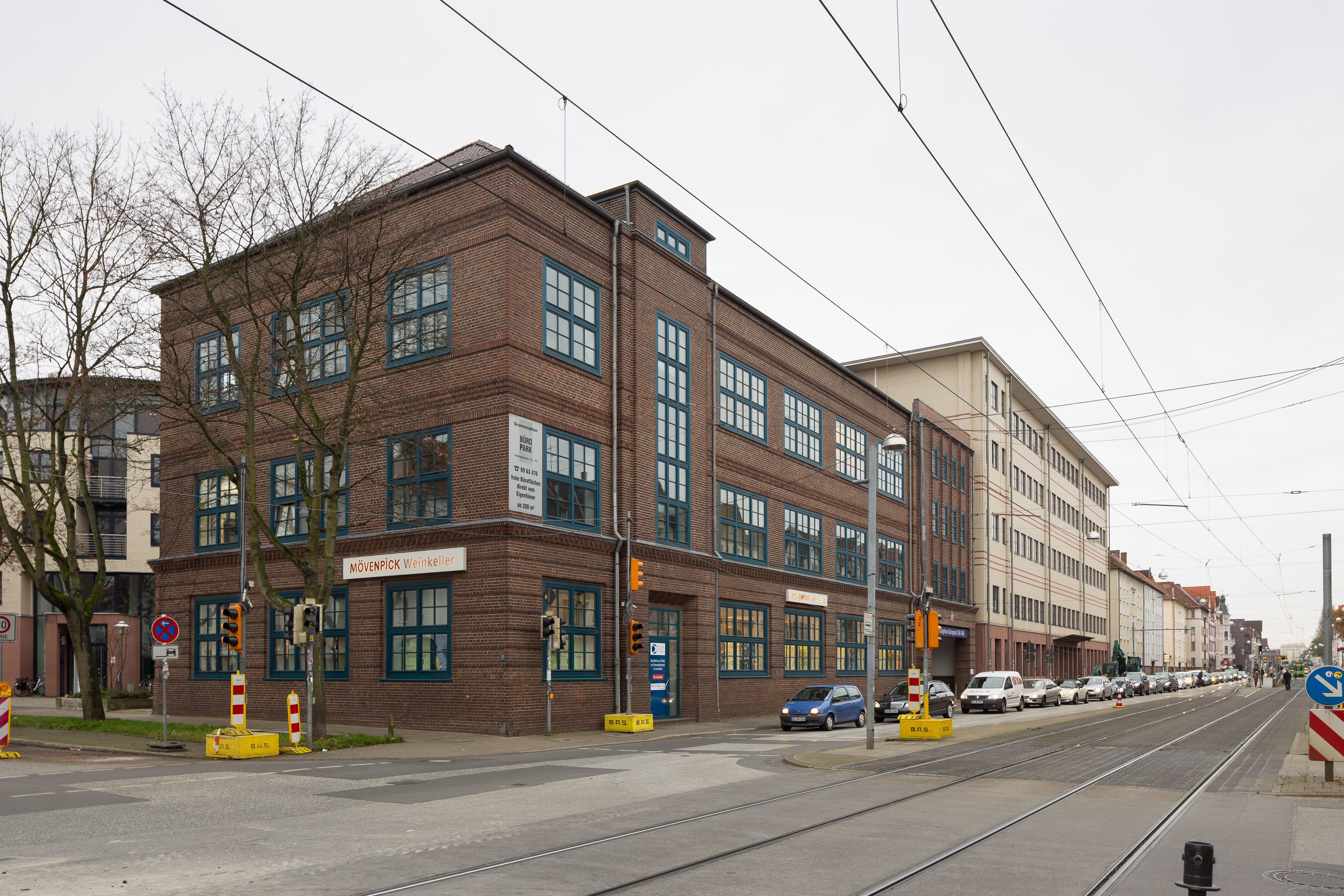
Dawna fabryka Deutsche Grammophon w Hanowerze (2014)
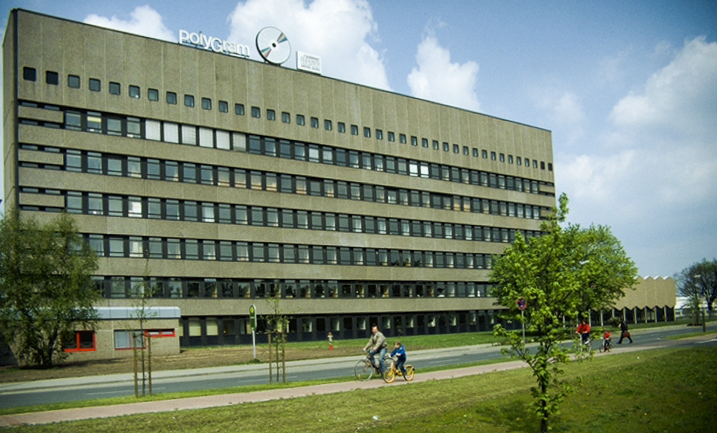
Biurowiec PolyGramu, który mieścił studia nagraniowe Deutsche Grammophon (lata 90. XX wieku)
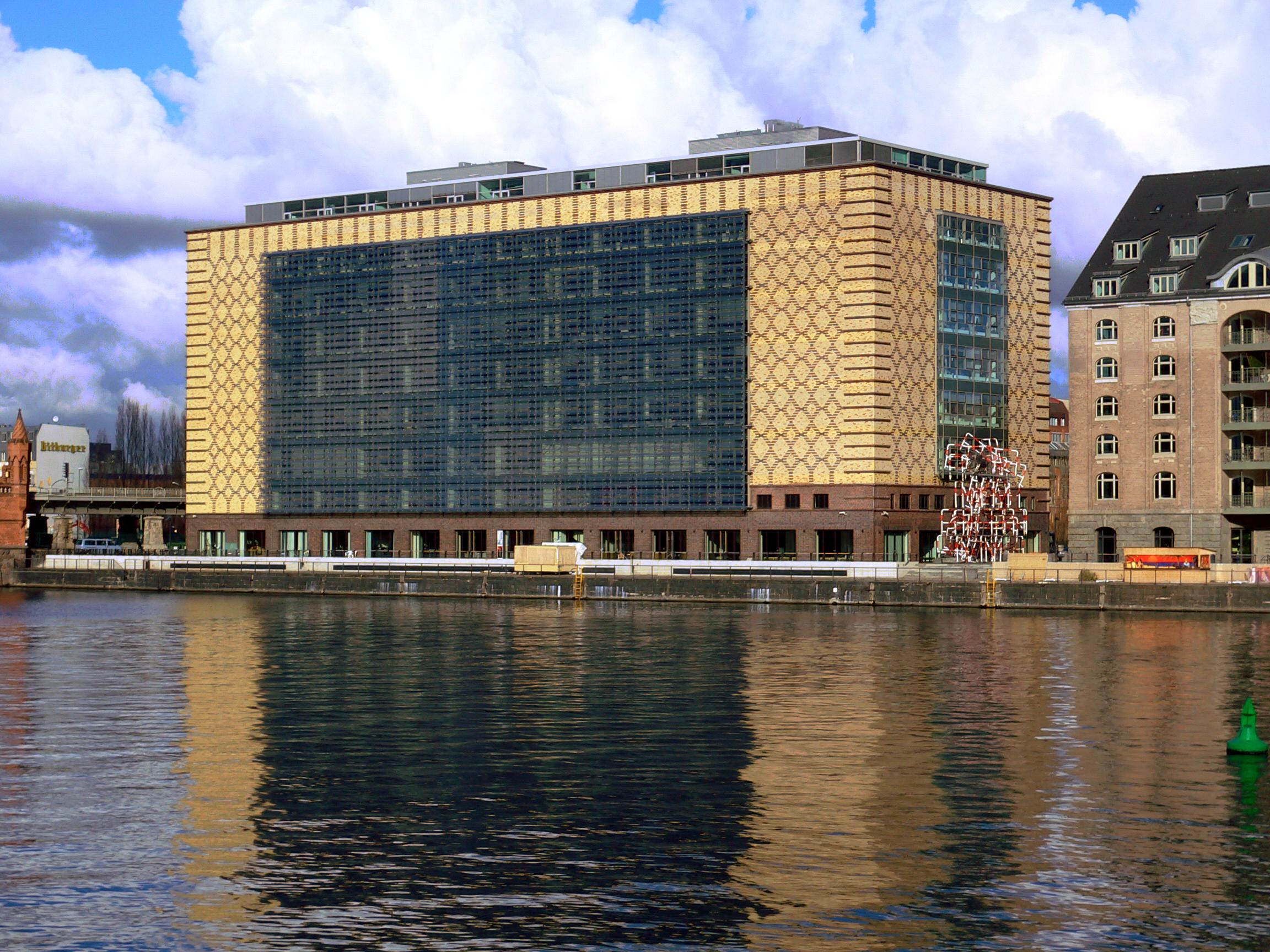
Eierkühlhaus(inne języki), siedziba Universal Music Group (2005)